# Igo Masters Cup
La Igo Masters Cup è stata una competizione Go giapponese riservata ai giocatori di età superiore ai 50 anni e che avessero vinto almeno uno dei sette principali titoli (Kisei, Meijin, Hon'inbō, Tengen, Ōza, Gosei, Jūdan).
Il formato era a eliminazione diretta e ogni giocatore aveva due ore di tempo di riflessione. La borsa del vincitore era di 5 milioni di yen ($62.000), mentre il secondo classificato riceveva 1.500.000 yen.

## Albo d'oro
| Edizione | Anno | Vincitore        | Secondo classificato |
| -------- | ---- | ---------------- | -------------------- |
| 1        | 2011 | Cho Chikun       | Kobayashi Koichi     |
| 2        | 2012 | O Meien          | Cho Chikun           |
| 3        | 2013 | Kobayashi Satoru | Ishii Kunio          |
| 4        | 2014 | Cho Chikun       | Kobayashi Satoru     |
| 5        | 2015 | Cho Chikun       | Takemiya Masaki      |
| 6        | 2016 | Kobayashi Koichi | Shuzo Awaji          |
| 7        | 2017 | Kobayashi Satoru | Cho Chikun           |
| 8        | 2018 | Yoda Norimoto    | Kataoka Satoshi      |
| 9        | 2019 | Cho Chikun       | Komatsu Hideki       |